# شهر جدید تابناک
شهر جدید تابناک شهری در بخش مرکزی شهرستان لامرد استان فارس ایران است. این شهر در جنوب استان فارس می‌باشد.

## پیشینه
طرح جامع شهر تابناک به عنوان دومین شهر جدید فارس در دوازدهمین جلسه شورایعالی شهرسازی و معماری ایران به تصویب رسید.